# Roodbuikstekelstaart
De roodbuikstekelstaart (Synallaxis zimmeri) is een zangvogel uit de familie Furnariidae (ovenvogels). Het is een bedreigde, endemische vogelsoort in Peru. De soort is in 1957 door de Duits/Peruaanse ornitholoog Maria Koepcke geldig beschreven. Zij heeft de vogel genoemd naar de kort daarvoor overleden Amerikaanse ornitholoog John Todd Zimmer.

## Kenmerken
De vogel is 16,5 cm lang. De vogel is van boven olijfkleurig grijsbruin met donkerder gekleurde vliegels en een zwarte staart die naar de randen meer bruin gekleurd is. De kop is grijs met rond het oog een smalle lichte ring en een lichte wenkbrauwstreep. Kenmerkend zijn de kaneelkleurige borst en buik. De snavel, poten en het oog zijn donker gekleurd.

## Verspreiding en leefgebied
Deze soort is endemisch in westelijk Peru in de uitlopers van de Andes in de regio's La Libertad en Ancash. Het leefgebied bestaat uit dicht struikgewas in licht bebost gebied op hoogten tussen de 1800 en 2900 m boven zeeniveau.

## Status
De roodbuikstekelstaart heeft een beperkt verspreidingsgebied en daardoor is de kans op uitsterven aanwezig. De grootte van de populatie werd in 2016 door BirdLife International geschat op 600 tot 1700 volwassen individuen en de populatie-aantallen nemen af door habitatverlies. Het leefgebied wordt aangetast door het verwijideren van struikvormige begroeiing om plaats te maken voor beweiding en ander agrarisch gebruik. Om deze redenen staat deze soort als bedreigd op de Rode Lijst van de IUCN.